# Siekiera (zespół muzyczny)
Siekiera – polski zespół punkrockowy i nowofalowy.

## Historia

### 1983
Zespół został utworzony w drugiej połowie 1983 w Puławach działając początkowo pod nazwą Trafo. Jego założycielami byli: gitarzysta/autor tekstów Tomasz „Dzwon” Adamski, wokalista Tomasz „Budzy” Budzyński, basista Jerzy „Sex” Janaczek i perkusista Ireneusz „Borys” Czerniak. W listopadzie muzycy wzięli udział w „VIII Ogólnopolskim Młodzieżowym Przeglądzie Piosenki Puławy”.
Pierwszy występ Siekiery, który miał odbyć się w grudniu w lubelskim Domu Kultury „Kolejarz” (u boku Kultu, Dezertera i Abaddona) nie doszedł do skutku z powodu niestawienia się na miejscu perkusisty „Borysa”. Pozostali muzycy, którzy przybyli na koncert do Lublina wywołali duże wrażenie swoim wizerunkiem zewnętrznym – przede wszystkim na Kaziku Staszewskim (Kult), który polecił ich Grzegorzowi Brzozowiczowi – ówczesnemu organizatorowi koncertów w studenckim klubie „Remont” w Warszawie. Zaproszenie puławian przez Brzozowicza do Warszawy na występ w ramach cyklu „Rock Front – Inna Generacja”, skłoniło ich – grających dotychczas tylko covery zespołów Discharge, Exploited czy UK Subs – do stworzenia własnego repertuaru.

### 1984
Na początku 1984 Tomasz Adamski wymyślił pod względem muzycznym i tekstowym nowy materiał. W międzyczasie grupę opuścili Janaczek i Czerniak, na miejsce których dołączyli: basista Dariusz „Malina” Malinowski, perkusista Krzysztof „Koben” Grela oraz gitarzysta Piotr Szewczyk (ex – Siły Szybkiego Reagowania). W pięcioosobowym składzie Siekiera zagrała 6 kwietnia na „Rock Front” swój debiutancki koncert (z TZN Xenna), który rozsławił zespół w środowiskach punkowych na cały kraj.
Latem zespół zakwalifikował się do Festiwalu Muzyków Rockowych w Jarocinie na którym wystąpił dwukrotnie (już bez Szewczyka – w czteroosobowym składzie): w konkursie (1 sierpnia) i w finale przed dwudziestotysięczną publicznością (4 sierpnia), stając się jednym z laureatów (razem z Prowokacją i Moskwą) – zdobywając nagrodę w postaci wzmacniacza firmy Labsound. Fragment występu został uwieczniony na taśmie filmowej przez Andrzeja Królaka (autora krótkometrażowego filmu Jarocin '84). Udział zespołu w festiwalu stał się sensacją – zdjęcia członków zespołu pojawiły się na okładkach pism m.in. „Non Stop” i „Sztandar Młodych”. Większość dziennikarzy pisała przychylne muzykom opinie, ale zdarzały się też wyjątki (np. zmanipulowany przez autorkę wywiad z Tomaszem Adamskim w „Polityce”). Informacje o zespole zamieściła również gazeta „News of the World” w Australii.
25 sierpnia muzycy wystąpili obok zespołów, tj. TSA, Azyl P., Oddział Zamknięty na festiwalu „Rock na Wyspie” odbywającym się na wrocławskiej Wyspie Słodowej. Miał również wystąpić zespół Klaus Mitffoch, który jednak rozwiązał się bezpośrednio przed koncertem.
Prawdopodobnie we wrześniu w sali widowiskowej puławskiego „Domu Chemika” zespół zarejestrował szesnaście utworów na magnetofonie szpulowym w celach prezentacyjnych (nagrany materiał był później wydawany bez zgody członków zespołu na kasetach magnetofonowych jako Demo Summer '84).
29 września Siekiera zagrała w Warszawie na „II Grand Festival Róbrege”, gdzie została zaproszona przez Roberta Brylewskiego i Sławomira Gołaszewskiego tuż po festiwalu w Jarocinie. Koncert został w całości sfilmowany przez Zbigniewa Liberę, fragmenty są dostępne m.in. w serwisie YouTube.
Jesienią Budzyński i Adamski w studiu nagraniowym Tonpressu dokonali korekty dwóch utworów: „Fala” i „Idzie wojna” nagranych latem w Jarocinie, które zostały wydane rok później przez Polton na kompilacji różnych wykonawców Fala.
21 października muzycy ponownie wystąpili w Warszawie, w studenckim klubie „Stodoła”, poprzedzając amerykańską grupę Youth Brigade. Po tym występie Siekierę opuścili: Tomasz Budzyński (na tle nieporozumień z Adamskim), który wkrótce razem z Robertem Brylewskim utworzył zespół Armia oraz Krzysztof Grela (został zamordowany w Puławach pod koniec stycznia 1992).
Po odejściu Budzyńskiego i Greli w składzie pojawił się perkusista Zbigniew Musiński, a Dariusz Malinowski, który dotychczas grał na gitarze basowej przejął dodatkowo rolę głównego wokalisty. Adamski (kompozytor całego repertuaru Siekiery) zrezygnował z ortodoksyjnego punkrockowego grania, na rzecz muzyki (rozszerzonej później o instrumenty klawiszowe) przybliżonej stylistycznie do nowej fali.

### 1985

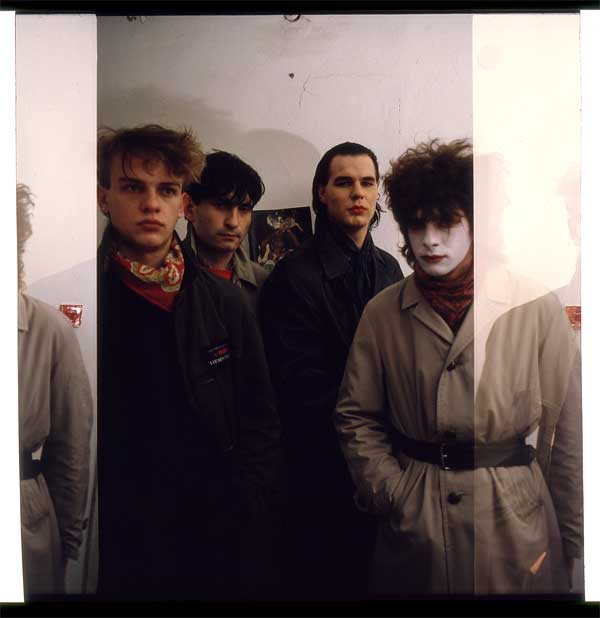
Drugi skład zespołu. Od lewej: Zbigniew Musiński, Paweł Młynarczyk, Tomasz Adamski, Dariusz Malinowski.

W lutym 1985 grupa jako trio nagrała w „Domu Chemika” osiem nowych utworów, które później zostały poddane korekcie dźwiękowej dokonanej przez Jerzego Janiszewskiego w studiu „System” w Lublinie. Dwa spośród nich: „Jest bezpiecznie” i „Ja stoję, ja tańczę, ja walczę” zostały wykorzystane w filmie …jestem przeciw (1985, reż. Andrzej Trzos-Rastawiecki). Aby wzbogacić brzmienie, w marcu zaproszono do współpracy grającego na instrumentach klawiszowych Pawła Młynarczyka, który wcześniej udzielał się w grupie Zoo.
Na przełomie maja i czerwca muzycy (już jako kwartet) przystąpili w studiu Tonpressu do nagrań czterech utworów: „Misiowie puszyści”, Jest bezpiecznie”, „To słowa” i „Serce” – z których dwa pierwsze zostały wydane na singlu „Jest bezpiecznie / Misiowie puszyści”. W czerwcu wystąpili na festiwalu w Opolu zdobywając tam nagrodę w postaci nagrania płyty dla Tonpressu. Do piosenki „Misiowie puszyści” powstał teledysk w reżyserii Huberta Taczanowskiego i Teda Ciesielskiego, który został wyświetlony tylko raz w programie Przeboje Dwójki, a następnie został zdjęty przez cenzurę.
16 sierpnia podczas festiwalu w Jarocinie koncert Siekiery został nagle przerwany z niewiadomych przyczyn przez organizatora (muzycy zagrali tylko cztery utwory).
W październiku grupa wzięła udział w kolejnej edycji festiwalu „Róbrege”. Na początku grudnia (ponownie w tonpressowskim studiu) rozpoczęły się trwające około dwóch tygodni nagrania utworów na debiutancki album.

### 1986
W 1986 na wydanej przez Tonpress kompilacji różnych wykonawców Jak punk to punk ukazały się dwa utwory Siekiery: „Ja stoję, ja tańczę, ja walczę” oraz „Ludzie wschodu”. W sierpniu Tomasz Adamski wystąpił w brytyjskim filmie Moja krew, twoja krew (dokumentującym polską scenę muzyczną połowy lat 80.) wykonując utwór „Ludzie wschodu”.
Pod koniec roku ukazał się album Nowa Aleksandria zawierający dziesięć kompozycji.
W tym samym okresie, z nowym gitarzystą – Wiesławem Borsewiczem (Adamski przejął rolę wokalisty) Siekiera zagrała zorganizowaną przez „Estradę Lubelską” (promującą album) mini-trasę koncertową razem z zespołem Variété.
6 grudnia w Warszawie odbył się ostatni występ zespołu.

### 1987
W marcu 1987 w wyniku odmiennych zapatrywań na przyszłość drogi członków zespołu rozeszły się.

### 2008
W styczniu 2008 roku ukazały się dwie płyty dokumentujące pierwszy okres działalności zespołu (w składzie z wokalistą Tomaszem Budzyńskim i perkusistą Krzysztofem Grelą). Pierwsza z nich: Na wszystkich frontach świata zawiera szesnaście utworów demo nagranych w puławskim „Domu Chemika” oraz czternaście utworów pochodzących z koncertów (Jarocin i Wrocław). Druga: 1984 – to zapis jednej z ostatnich prób zespołu przed zmianami personalnymi i repertuarowymi (wydana została wyłącznie na płycie winylowej).

### 2011
12 grudnia 2011 został wydany album Ballady na koniec świata zawierający premierowe utwory, nagrane przez Tomasza Adamskiego wraz z muzykami sesyjnymi (w jednym z utworów pojawia się gościnnie Paweł Młynarczyk).

### 2012
W 2012 wytwórnia MTJ dokonała dwupłytowej reedycji albumu Nowa Aleksandria. Wydanie oryginalne zostało poszerzone o nagrania z singla, odrzutu z jego sesji nagraniowej („Serce”) oraz z prób i koncertów.

## Muzycy
- Tomasz „Dzwon” Adamski – śpiew, gitara (1983–1987; 2011)
- Dariusz „Malina” Malinowski – śpiew (1984–1987), gitara basowa (1984–1987)
- Tomasz „Budzy” Budzyński – śpiew (1983–1984)
- Jerzy „Sex” Janeczek – gitara basowa (1983–1984)
- Ireneusz „Borys” Czerniak – perkusja (1983–1984)
- Krzysztof „Koben” Grela – perkusja (1984)
- Piotr Szewczyk – gitara (1984)
- Zbigniew Musiński – perkusja (1984–1987)
- Paweł Młynarczyk – instrumenty klawiszowe (1985–1987; 2011)
- Wiesław Borsewicz – gitara (1986–1987)

## Dyskografia

### Albumy
- Nowa Aleksandria (1986)
- Na wszystkich frontach świata (2008)
- 1984 (2008)
- Ballady na koniec świata (2011)

### Single
- „Jest bezpiecznie / Misiowie puszyści” (1986)

### Kompilacje różnych wykonawców
- Fala (1985) – utwory: „Fala” i „Idzie wojna”
- Jak punk to punk (1986) – utwory: „Ja stoję, ja tańczę, ja walczę” i „Ludzie wschodu”
- 22 Polish Punk Classics (1992) – utwory: „Ja stoję, ja tańczę, ja walczę” i „Ludzie wschodu”
- PRL: Punk Rock Later (2003) – utwory: „Fala” i „Idzie wojna”

### Bootlegi[2]
- Demo Summer '84 (1991) – kaseta magnetofonowa wydana przez wytwórnię „Fala”
- Atak (1998) – EPka winylowa wydana w Kanadzie

## Teledyski
- „Misiowie puszyści” (reż. Ted Ciesielski, 1985)[6]

## W kulturze popularnej
W 1985 roku utwory Ja stoję, ja tańczę, ja walczę oraz Jest bezpiecznie zjawiły się w filmie ...jestem przeciw w reżyserii Andrzeja Trzosa-Rastawieckiego.
W 2014 roku fragment utworu „Ludzie Wschodu” został wykorzystany w filmie Pod Mocnym Aniołem w reżyserii Wojciecha Smarzowskiego.
W 2018 roku fragmenty utworów „Idziemy przez las” oraz „Jest bezpiecznie” z płyty Nowa Aleksandria zostały wykorzystane w Ślepnąc od świateł.